# Sayouba Mandé
Sayouba Mandé (Abidjan, 1993. június 15. –) elefántcsontparti válogatott labdarúgó, jelenleg az FC Helsingør játékosa. Posztját tekintve kapus.

## Sikerei, díjai
Elefántcsontpart
- Afrikai nemzetek kupája (1): 2015

## Külső hivatkozások
- Sayouba Mandé a national-football-teams.com honlapján
- Sayouba Mandé adatlapja a Soccerway oldalon (angolul)